# 川滇杜鹃
川滇杜鹃（学名：Rhododendron traillianum）为杜鹃花科杜鹃花属下的一个种。

## 扩展阅读
- 維基物種上的相關：川滇杜鹃